# Hockey Sarzana 2014-2015
Questa voce raccoglie le informazioni riguardanti l'Hockey Sarzana nelle competizioni ufficiali della stagione 2014-2015.

## Maglie e sponsor
Lo sponsor ufficiale per la stagione 2014-2015 è Crédit Agricole Carispezia.
| 1ª divisa | 2ª divisa |

## Organigramma societario
Dati aggiornati alla stagione 2014-2015, tratti dal sito internet ufficiale della Federazione Italiana Sport Rotellistici.
- Presidente: Maurizio Corona
- Vicepresidente:
- Segretario: Luciano Toffi
- Direttore sportivo: Gianni Soprano
- Addetto stampa: Alberto Brondi

## Organico
Dati aggiornati alla stagione 2014-2015, tratti dal sito internet ufficiale della Federazione Italiana Sport Rotellistici.

### Giocatori
| N° | Naz.              | Ruolo | Sportivo          |  |  |  |
| -- | ----------------- | ----- | ----------------- |  |  |  |
|    | Italia (bandiera) | A     | Davide Borsi      |  |  |  |
|    | Italia (bandiera) | P     | Simone Corona     |  |  |  |
|    | Italia (bandiera) | D     | Edoardo Di Donato |  |  |  |
|    | Italia (bandiera) | A     | Francesco Dolce   |  |  |  |
|    | Italia (bandiera) | A     | Simone Fioravanti |  |  |  |
|    | Italia (bandiera) | P     | Maurizio Garofalo |  |  |  |
|    | Italia (bandiera) | P     | Alessio Perroni   |  |  |  |
|    | Italia (bandiera) | D     | Andrea Perroni    |  |  |  |
|    | Italia (bandiera) | A     | Matteo Pistelli   |  |  |  |
|    | Italia (bandiera) | D     | Alessandro Rossi  |  |  |  |
|    | Italia (bandiera) | A     | Leonardo Squeo    |  |  |  |
|    | Italia (bandiera) | D     | Luca Sterpini     |  |  |  |
|    | Italia (bandiera) | A     | Felipe Sturla     |  |  |  |

### Staff tecnico
- Allenatore:  Alessandro Cupisti